# Estorninho-de-barriga-preta
O estorninho-de-barriga-preta (Notopholia corusca) é uma espécie de passeriforme da família Sturnidae.
Pode ser encontrada nos seguintes países: Quénia, Moçambique, Somália, África do Sul, Essuatíni, Tanzânia e Zimbabwe.